# The Mighty Mighty Bosstones
A The Mighty Mighty Bosstones amerikai ska-punk/ska-core együttes volt. 

## Története
A zenekar 1983-ban alakult Bostonban. Joe Gittleman basszusgitáros a Gang Green nevű punkegyüttesben is játszott, Dicky Barrett énekes pedig az Impact Unit és Cheapskates nevű zenekaroknak is tagja volt. Hozzájuk csatlakozott Tim Burton szaxofonos, Nate Albert gitáros, Josh Dalsimer dobos, Tim Bridwell trombitás és Ben Carr (akit a zenekar tagjai "Bosstone" névvel illetnek). Eredetileg "The Bosstones" volt a nevük, ez a származási helyükre, Bostonra utal. Először egy 1987-es ska válogatáslemezen tűntek fel, két dallal. Egy másik daluk pedig egy 1989-es válogatáslemezen hallható. Ezek után kiderült, hogy a "The Bosstones" nevet egy a cappella együttes is használja, így "The Mighty Mighty Bosstones"-ra változtatták a nevüket. Első nagylemezük 1989-ben jelent meg a Taang! Records gondozásában. Az együttes lemezeit a Taang! Records, Mercury Records, Island Def Jam, SideOneDummy és a saját kiadójuk, a Big Rig Records jelenteti meg. 
2022-ben feloszlottak.

## Tagok
- Dicky Barrett - ének (1983-2004, 2007-2022)
- Tim "Johnny Vegas" Burton - szaxofon, vokál (1983-2004, 2007-2022)
- Ben Carr - tánc, vokál, ütős hangszerek, producer (1983-2004, 2007-2022)
- Joe Gittleman - basszusgitár, vokál (1983-2004, 2007-2022)
- Joe Sirois - dob, ütős hangszerek (1991-2004, 2007-2022)
- Lawrence Katz - gitár, vokál (2000-2004, 2007-2022)
- Chris Rhodes - harsona, vokál (2000-2004, 2007-2022)
- John Goetchius - billentyűk (2008-2022)
- Leon Silva - szaxofon, vokál (2016-2022)

## Korábbi tagok
- Nate Albert - gitár, vokál (1983-2000)
- Tim Bridewell - harsona (1983-1991)
- Josh Dalsimer - dob (1983-1991)
- Dennis Brockenborough - harsona (1991-2000)
- Kevin Lenear - alto, tenor és bariton szaxofonok (1991-1998, 2008-2016)
- Roman Fleysher - szaxofon (1998-2004, 2007-2008)

## Diszkográfia
- Devil's Night Out (1989)
- More Noise and Other Disturbances (1992)
- Don't Know How to Party (1993)
- Question the Answers (1994)
- Let's Face It (1997)
- Pay Attention (2000)
- A Jackknife and a Swan (2002)
- Pin Points and Gin Joints (2009)
- The Magic of Youth (2011)
- While We're at It (2018)
- When God Was Great (2021)[1]